# ویرانه‌های گورلان
ویرانه‌های گورلان (به انگلیسی: The Ruins of Gorlan) نام اولین کتاب از مجموعه‌ی جنگاوران جوان اثر جان فلنگن نویسنده‌ی استرالیایی است. چاپ اول این کتاب در ۱ نوامبر ۲۰۰۴ در استرالیا و ۱۶ ژوئن ۲۰۰۵ در آمریکا منتشر شد. نشر افق این کتاب را با رعایت حقوق نویسنده و خرید حق انحصاری نشر (کپی رایت)، با ترجمه مسعود ملک‌یاری اولین‌بار در سال ۱۳۹۱ چاپ کرد.

## داستان
در قلعه‌ی ردمونت در سرزمین آرالوئن، برای ویل ۱۵ ساله و هم‌خوابگاهی‌هایش (هوراس، آلیس، جورج و جنی) روزی مخصوص و مهم است که روز انتخاب نامیده می‌شود. در این روز، هر نوجوان با توجه به ویژگی‌ها و توانمندی‌هایش برای شاگردی یک پیشه‌ور، یا کار در یک مزرعه‌ی محلی انتخاب می‌شود. ویل می‌خواهد شوالیه شود، ولی درنهایت برای شاگردی هالت انتخاب می‌شود که رنجر(تکاور؟) است. رنجرها گروه اطلاعاتی کشورند و تخصصشان سلاح‌های دوربرد و هنر استتار است. ویل با آموزش‌های هالت شروع می‌کند به تمرین و این مهارت‌ها را یاد می‌گیرد.